# لويس أونترماير
كان لويس أونترماير (1 أكتوبر 1885-18 ديسمبر 1977) شاعرًا وعالم مختارات أدبية وناقدًا ومحررًا أمريكيًا. عُيِّن أونترماير المستشار الرابع عشر لمكتبة الكونغرس في أمور الشعر في عام 1961.

## الحياة والوظيفة
وُلِد أونترماير في مدينة نيويورك، وهو ابن صانع مجوهرات ألماني يهودي. انضم في البداية إلى شركة والده كمصمم، وترقى إلى رتبة نائب رئيس الشركة، قبل أن يستقيل منها في عام 1923 ليكرس نفسه للمساعي الأدبية. اكتسب أونترماير معظم ثقافته بشكل ذاتي.
تزوج من جان ستار في يناير 1907، وأنجبا ابنهما ريتشارد في ديسمبر من ذلك العام. انتحر ريتشارد أونترماير في عام 1927 أثناء دراسته في جامعة ييل عندما كان عمره 19 عامًا. انفصل الزوجان في عام 1926، ولُمَّ شملهما في عام 1929، وتبنيا ولدين، لورانس وجوزيف. تزوج من الشاعرة فيرجينيا مور (1903-1993) في عام 1927. غيّر الزوجان اسم ابنهما جون مور أونترماير (1928) إلى جون فيتزالين مور بعد طلاق مؤلم في عام 1929. طلّق أونترماير جان ستار في ثلاثينيات القرن العشرين وتزوج من إستر أنتين (1894-1983). انتهت هذه العلاقة أيضًا بالطلاق في عام 1945. تزوج من برينا إيفينز، رئيسة تحرير مجلة سفنتين، في عام 1948.
يعكس أول عمل شعري لأونترماير، الحب الأول (1911)، تأثيرات هاينرش هاينه والشاعر البريطاني لورانس هاوسمان عليه. أظهرت مجموعته التالية، التحدي (1914)، نضجه المتزايد كشاعر.
كان أونترماير معروفًا بذكائه وحبه للجناس. آمن أونترماير بالمعتقدات الماركسية لفترة من الوقت، وكتب في مجلات مثل ذا ماسيز، والتي دعا من خلالها إلى بقاء الولايات المتحدة خارج الحرب العالمية الأولى. واجهت تلك المجلة قمع الحكومة الأمريكية، فانضم إلى مجلة ذا ليبيريتور، التي أصدرتها دار حزب العمال الأمريكي. كتب بعد ذلك للمجلة الاشتراكية المستقلة ذا نيو ماسيز. كان أحد مؤسسي مجلة ذا سيفين آرتس في عام 1916، وهي مجلة شعرية يُنسب إليها الفضل في تقديم العديد من الشعراء الجدد، ومن ضمنهم روبرت فروست، الذي أصبح صديقًا ومراسلًا دائمًا لأونترماير.
انضم أونترماير في 1 مايو 1935 إلى رابطة الكتاب الأمريكيين (1935-1943)، والتي كان من بين أعضائها ليليان هيلمان، وداشييل هاميت، وفرانك فولسوم، وألكسندر تراختنبرغ، وآي. إف. ستون، وميرا بيج، وميلين براند، وآرثر ميلر. كان معظم الأعضاء إما أعضاء في الحزب الشيوعي أو رفقاء.
كان أونترماير أحد أعضاء اللجنة خلال السنة الأولى من برنامج «ما هو خطي؟» في عام 1950، والذي كان برنامج مسابقات تلفزيونية. قال بينيت سيرف إن أونترماير كان يوقع فعليًا على أي قطعة من الورق يضعها شخص ما أمامه، ووقع عن غير قصد على بعض التصريحات الشيوعية. قال سيرف أيضًا إن أونترماير لم يكن شيوعيًا على الإطلاق، ولكنه انضم إلى العديد من الجمعيات المشبوهة مما جعله بارزًا. دُعي خلال جلسات الاستماع التي عقدتها لجنة مجلس النواب للأنشطة غير الأمريكية التي تحقق في التخريب الشيوعي. بدأ قدامى المحاربين الكاثوليك والمنظمات اليمينية في مطاردة أونترماير. لم يردّ جودسون تودمان، منتج العرض، على الاحتجاجات ضد أونترماير لبعض الوقت، ولكن قدامى المحاربين بدأوا أخيرًا في الاعتصام خارج استوديو التلفزيون في مدينة نيويورك والذي كان يُبَثّ منه برنامج «ما هو خطي؟» على الهواء مباشرة. أصبح الضغط كبيرًا جدًا، وقال الراعي جول مونتينييه، مخترع مزيل الروائح ستوبّيت، «في نهاية المطاف، أنا أدفع الكثير من المال مقابل هذا. لا أستطيع تحمل تكاليف تعليق منتجي».
أخبر المنتجون أونترماير أنه سيضطر إلى ترك السلسلة التلفزيونية في تلك المرحلة. كان آخر بث مباشر ظهر فيه في 11 مارس 1951، وكانت سيليست هولم هي الضيفة الغامضة التي استجوبها وهي معصوبة العينين، ولكن الشريط السينمائي الخاص بهذه الحلقة فُقِد. أدى خروج أونترماير إلى انضمام بينيت سيرف كعضو دائم في البرنامج.
أدى الجدل الدائر حول أونترماير إلى إدراجه في القائمة السوداء من قبل صناعة التلفزيون. قال صديق أونترماير، آرثر ميلر، إن أونترماير مكتئب جدًا بسبب رحيله القسري عن برنامج «ما هو خطي»، وأنه رفض مغادرة منزله في بروكلين لأكثر من عام، وأن زوجته برينا ردت على جميع المكالمات الهاتفية الواردة. كانت هي التي أخبرت ميلر في النهاية بما حدث لأن أونترماير رفض التحدث عبر الهاتف، وذلك على الرغم من أن دعم ميلر للكتاب المدرجين في القائمة السوداء وشخصيات الإذاعة والتلفزيون كان معروفًا لدى أونترماير والعديد من الآخرين. استمرت برينا بالرد على اتصالاته بأونترماير لأكثر من عام، وكتب ميلر أنها «تحدثت بشكل غامض عن عدم رغبة زوجها لويس في إجراء محادثات هاتفية بعد الآن، مفضلة الانتظار حتى نتمكن جميعًا من الاجتماع معًا مرة أخرى».
ذكرت كتابات ميلر في سيرته الذاتية في عام 1987 أنه كان «شخصًا قليل المشاهدة للتلفزيون» في عام 1951؛ ولذلك لم يلاحظ أن بينيت سيرف قد حل محل أونترماير في برنامج الألعاب التلفزيوني المباشر. كان ميلر يقرأ صحف مدينة نيويورك كل يوم، ولكن يبدو أنه لم يكن هناك تقرير منشور عن اختفاء أونترماير من التلفزيون، فلذلك لم يكن ميلر على علم بوجود أي أمر غريب حتى كشفت برينا زوجة أونترماير في النهاية عن المشكلة عندما تحدثا معًا عبر الهاتف بعد أكثر من عام.
كان لويس أونترماير مؤلفًا أو محررًا لحوالي 100 كتاب منذ عام 1911 حتى وفاته. احتُفِظ بالعديد من مؤلفاته وتذكاراته الأخرى في قسم خاص بمكتبة ليلي بجامعة إنديانا. استخدمت المدارس كتبه الشعرية الأمريكية والبريطانية الحديثة على نطاق واسع، واستخدمتها غالبًا لتعريف طلاب الجامعات بالشعر. ألّف هو وبرينا إيفينز أونترماير عدد من الكتب للشباب بعنوان الخزانة الذهبية لأدب الأطفال. جمع أونترماير أيضًا المساهمين في سلسلة أساتذة العصر الحديث للأطفال التي نشرتها مطبعة كرويل-كولير في ستينيات القرن العشرين، إذ صُمِّمت هذه الكتب بحيث تحتوي على رصيد مكون من 800 كلمة، وكان من بين المساهمين روبرت جريفز، وفيليس ماكغينلي، وشيرلي جاكسون. حاضر أونترماير في الأدب لسنوات عديدة، سواء في الولايات المتحدة أو في بلدان أخرى. منحت جمعية الشعر الأمريكية أونترماير الميدالية الذهبية في عام 1956؛ وعمل أيضًا مستشار مكتبة الكونغرس في أمور الشعر منذ عام 1961 حتى عام 1963.